# Scotophilus marovaza
Scotophilus marovaza (Goodman, Ratrimomanarivo & Randrianandrianina, 2006) è un pipistrello della famiglia dei Vespertilionidi endemico del Madagascar.

## Etimologia
Il termine specifico deriva dalla località nella parte nord-occidentale dell'isola malgascia dove è stato catturato nel 2004 l'olotipo, un maschio adulto ora conservato con numero di catalogo FMNH 184050 presso il Field Museum of Natural History di Chicago.

## Descrizione

### Dimensioni
Pipistrello di piccole dimensioni, con la lunghezza totale tra 100 e 113 mm, la lunghezza dell'avambraccio tra 41 e 45 mm, la lunghezza della coda tra 38 e 45 mm, la lunghezza del piede tra 6 e 7,2 mm, la lunghezza delle orecchie tra 13 e 15 mm e un peso fino a 15,5 g.

### Aspetto
La pelliccia è corta. Il corpo è robusto, la testa è grande. Le parti dorsali sono bruno-rossastre con una striscia dorsale più chiara, mentre le parti ventrali sono giallo-brunastre chiare. Il muso è corto e largo, dovuto alla presenza di due masse ghiandolari sui lati. Il trago è lungo, falciforme, con l'estremità affusolata e un lobo alla base. Le membrane alari sono marroni scure. La punta della lunga coda si estende leggermente oltre l'ampio uropatagio. Emette un forte odore di muschio. 

### Ecolocazione
Emette ultrasuoni a basso ciclo di lavoro sotto forma di impulsi a frequenza quasi costante con massima energia a circa 45,9 kHz.

## Biologia

### Comportamento
Alcuni individui sono stati catturati sotto il tetto di una capanna fatto con fronde secche di palme della specie Bismarckia nobilis

### Alimentazione
Si nutre di insetti.

### Riproduzione
Una femmina catturata nel mese di novembre era in evidente stato di allattamento. Probabilmente le femmine entrano in estro all'inizio della stagione delle piogge, tra novembre e febbraio, mentre i maschi sono sessualmente attivi per gran parte dell'anno.

## Distribuzione e habitat
Questa specie è diffusa nella parte occidentale del Madagascar, dalla località di Marovaza, vicino a Mahajanga fino a Morondova a sud-ovest.
Vive nelle foreste decidue secche secondarie e nelle savane con prevalenza di palme fino a 200 metri di altitudine.

## Conservazione
La IUCN Red List, considerato il vasto areale nella parte occidentale dell'isola e la mancanza di minacce rilevanti, classifica S.marovaza come specie a rischio minimo (Least Concern)).